# Teiu (okręg Ardżesz)
Teiu – wieś w Rumunii, w okręgu Ardżesz, w gminie Teiu. W 2011 roku liczyła 1345 mieszkańców.